# Битва при Утике (203 до н. э.)
Битва при Утике — сражение в 203 году до н. э. между римскими и карфагенскими войсками в ходе Второй Пунической войны.

## Предыстория
В 206 году до н. э. Сципион вернулся из Испании в Рим. Весной 205 года до н. э. он был избран консулом. Его коллеге Публию Лицинию Крассу предназначалась провинция Бруттий, где он должен был действовать против Ганнибала, а Сципиону досталась Сицилия, с которой он мог переправиться в Африку и перенести военные действия на территорию Карфагена.
Сципион предлагал в сенате начать военные действия в Африке, но против этого выступил принцепс сената Квинт Фабий Максим. Фабий полагал, что лучшим будет изгнать Ганнибала из Италии. Сенаторы в целом поддержали Фабия, так как опасались усиления влияния Сципиона. В конце концов Сципион получил провинцию Сицилию, но при этом оговорил себе право начать кампанию в Африке, если того потребуют интересы государства.
Весь 205 год до н. э. Сципион готовился к войне в Африке. Он набирал добровольцев, вся Центральная Италия ответила на его призыв. К 30 военным кораблям в Лилибее он добавил ещё столько же. К началу 204 года до н. э. суда стояли в Панорме. Сципион в качестве проконсула остался командующим армией. Против него весной выдвинул обвинения Фабий Максим, но благодаря диктатору Квинту Цецилию Метеллу он смог оправдаться. Лето он провёл в Лилибее, где определил количество и состав войск для высадки в Африке. Он собрал 35 тысяч пехотинцев и всадников.
Сципион высадился на мысе Аполлона около города Утика. Узнав об этом, карфагеняне поручили Гасдрубалу, сыну Гискона, собрать ополчение. Он ожидал подкреплений от нумидийского царя Сифакса. На второй день высадки на Сципиона напали всадники под командованием Ганнона, но потерпели поражение. Затем Сципион подступил к Утике. К Утике подошли карфагенские всадники, а к Сципиону присоединился нумидийский царевич Массинисса со своей конницей. Карфагеняне потерпели поражение.
К концу лета Сципион захватил Салеку и осадил Утику. После 40 дней осады город не сдавался, а на Сципиона стали надвигаться армия Гасдрубала, сына Гискона, и армия Сифакса, насчитывавшая 10 тысяч всадников и несколько тысяч пехотинцев. В совокупности они насчитывали 90 тысяч человек. Приближалась зима, и римский командующий расположился на зимние квартиры. Зимой Сципион пытался перетянуть Сифакса перейти на его сторону, но он предложил роль посредника в мире между Римом и Карфагеном. Начались переговоры. Однажды он внезапно разорвал переговоры и объявил войну.

## Битва
Ночью следующего дня он приказал своим всадникам неожиданно поджечь лагерь карфагенян и нумидийцев. Большинство карфагенян погибло, но оба военачальника сумело бежать. Силы Гасдрубала и силы Сципиона сравнялись по численности.

## Последствия
Гасдрубал и Сифакс отступили и затем собрали новую армию. Их 50-тысячное войско заняло позиции на Великих Равнинах, в пяти днях перехода от Утики, в среднем течении Меджерды, в районе современного города Сук-эль-Хемис. Сципион подвёл сюда свою армию и начал мелкие стычки. Затем в сражении карфагенская армия потерпела поражение.